# 约翰·弗雷泽
| 约翰·弗雷泽（John Fraser） |                                                            |
| -------------------------- | ---------------------------------------------------------- |
| 生于                       | 1721年，苏格兰                                             |
| 死于                       | 1773年4月16日（51岁）宾夕法尼亚州贝德福德                  |
| 葬于                       | 宾夕法尼亚州贝德福德                                       |
| 效忠势力                   | 大不列顛                                                   |
| 服务/部门                  | 英國陸軍弗吉尼亚军团                                       |
| 阶别                       | 英军陆军中尉,弗吉尼亚军团副官                              |
| 参与战役                   | 大草地战役,布雷多克远征,莫农加希拉战役,福布斯远征,法印战争 |

约翰·弗雷泽（1721年—1773年4月16日），是一个被授权在宾夕法尼亚州西部进行皮毛贸易的商人，同时还是印第安语翻译者，制枪工人，向导，英军陆军中尉以及土地投资者。

他在英军远征军中服役，同法军以及他们的盟友在邓肯堡附近作战，后来去了皮特堡。

弗雷泽生于苏格兰高地，在他十四岁时搬到宾夕法尼亚州，并在一段时间内定居在多芬县旁的萨斯奎汉纳河畔。之后他又搬迁到阿勒格尼山脉以西，在法国小河和阿勒格尼河交界处同时也是韦南戈印第安部落（现在富兰克林，宾夕法尼亚州）附近建立了一个贸易站点。

在此后的十几年中他采取以物易物的交易模式，他用他工人所制造的上好的英国货物与酒交换印第安人的动物毛皮。

1749年，因皮埃尔•约瑟夫•克洛隆•德•布兰维尔所率领的法国远征军活动缘故，弗雷泽被迫放弃了这里的贸易站点，向南转移至俄亥俄州福克斯。

一个月后他在龟溪口（即莫农加希拉河）建立了一个新的贸易站点，继续和印第安人贸易。在此之时他在华盛顿的早期与法国的外交中帮助了乔治•华盛顿和他的向导克里斯托弗•吉斯特。（根据华盛顿在1753年的日记可知，在这个时期弗雷泽原来的贸易站点被法国人占领，次年包括贸易站点在内的建筑被纳入了法国的新堡垒马查尤特堡（the new Fort Machault）中）

在法印战争期间，弗雷泽与英国及殖民地人员一样反对法国，并在威廉•特伦特上尉，乔治•华盛顿，爱德华•布雷多克及约翰•福布斯将军手下工作。

龟溪贸易站点经历了莫农加希拉战役后继续维持了数十年直到1804年为止。今天该站点位于宾夕法尼亚州，北布拉多克的土地上，自1872年以来，由安德鲁•卡内基在此建立了埃德加•汤姆森钢铁厂。
弗雷泽在独立战争结束后向政府要求赔偿因服务战争而造成的损失，以及请求购买在边境的土地。最后他于1766年获得了在福布斯路旁，里格尼尔堡附近的300英亩的土地。

1769年4月1日，他成功买下了布雷多克农场的全部土地并建立了贸易站点。

弗雷泽于1754年娶了简•弗雷泽（原名简•贝尔或简•麦克莱恩）为妻。

1755年10月1日。在简从坎伯兰堡贸易站点会自己家的那数英里的路上，他被印第安人所绑架，随后被带到俄亥俄州代顿市迈阿密河附近的村落中。十八个月后，她成功地逃脱并得知了丈夫再婚的消息，因为他以为她已经死了，弗雷泽将其带回家并和第二任妻子离婚。后世的作家路比•弗雷泽•弗雷在1946年中出版的历史小说《红色黎明》中讲述了简的经历。

1771年身为宾夕法尼亚州州长的约翰•弗雷泽被任命为新成立的贝德福德郡的治安官，直到两年后他去世为止。

法庭根据相关法律裁定，他的遗孀简•弗雷泽将丈夫的土地卖掉还债，以及供养八个孩子。

1774年10月1日，布雷多克农场被丹尼尔•瑞泽尔拍下，1790年，他那三百英亩的土地被神父西奥多•波罗威尔斯以及O.F.M买下，他们在宾夕法尼亚州西部创立了第一个天主教教区。

1846年圣文森特学院和圣文森特豪尔玛修道院在此成立（现在为美国最古老的本笃会修道院）。

在十八世纪的记录中，他的姓氏有三种拼写方式Frazer，Frazier,Fraser。而Fraser则是英格兰地区最普遍的拼写方式，并且被他的很多后代使用。